# HD 62595
HD 62595，又名CD-38 3583，SAO 198342、HR 2995，是一颗恒星，视星等为6.89，位于銀經252.98，銀緯-7.54，其B1900.0坐标为赤經7h 39m 36.4s，赤緯-38° -7.54′ 31″。